# 展転社
展転社（てんでんしゃ）は、日本の出版社。

## 概要
日蓮主義の影響を強く受けた出版社である。相澤宏明によって1982年に創業され、「戦後の日本で支配的な思想には失望しており、歴史を詳細に調査することで〈歪められた歴史観を正しく復権すること〉を目的に、タブーを恐れず訴訟を覚悟をして出版を行っていく」としている。以来、保守主義・反共主義の立場から、時事問題・民族派運動・社会問題・国史関連の著作を多く出版している。
相澤は「日本国体学会」の理事で、「昭和の日ネットワーク」副理事長・「明治の日推進協議会」事務局長も務めている。

## 発行書籍
- 相澤宏明『国体学への誘ひ』2012年9月 ISBN 978-4-88656-376-7 『日蓮王法思想への誘ひ』2015年6月 ISBN 978-4-88656-414-6
- 中村粲『大東亜戦争への道』1991年2月 ISBN 4-88656-062-8
- 名越二荒之助『世界から見た大東亜戦争』1991年12月 ISBN 4-88656-073-3『世界に開かれた昭和の戦争記念館』（全5巻）
- 自民党歴史検討委員会編『大東亜戦争の総括』[注 2]1995年8月 ISBN 4-88656-111-X
- 安濃豊『日本人を赤く染めた共産党と日教組の歴史観を糾す：ガラクタ・ポンコツの思想』2019年2月 ISBN 978-4-88656-473-3
- 梅澤昇平『こんなに怖い日本共産党の野望』2020年4月 ISBN 978-4-88656-500-6
- 世界戦略研究所編『ヒトラー思想のススメ：自然と人類を救済するナチス・ヒトラー世界観の120』1990年12月 ISBN 4-88656-059-8
- 瀬戸弘幸『東南アジアの反日感情を煽る“味の素”』1986年12月 ISBN 4-88656-023-7
- 森清『日本の憲法：すめらみことのしろしめす国』2005年2月 ISBN 4-88656-262-0 『日本国憲法案：真正な憲法、正当の憲法』2007年3月 ISBN 978-4-88656-297-5
- 東中野修道『「南京虐殺」の徹底検証』1998年8月 ISBN 4-88656-153-5
- 川野元雄『南京「大虐殺」被害証言の検証：技術屋が解明した虚構の構造』2012年10月 ISBN 978-4-88656-377-4
- 松村俊夫『「南京虐殺」への大疑問：大虐殺外国資料を徹底分析する』1998年12月 ISBN 4-88656-155-1
- 日本の前途と歴史教育を考える議員の会『歴史教科書への疑問：若手国会議員による歴史教科諸問題の総括』1997年12月 ISBN 4-88656-144-6
- 江崎道朗『コミンテルンとルーズヴェルトの時限爆弾：迫り来る反日包囲網の正体を暴く』2012年12月 ISBN 978-4-88656-380-4
- 平沼赳夫『反日記念館：不当な写真の撤去を求める！』2009年4月 ISBN 978-4-88656-332-3
- 深田匠『暁か黄昏か：日本激動の時代が始まる』2003年7月 ISBN 4-88656-235-3
- 冨士信夫『こうして日本は侵略国にされた：東京裁判検証16のポイント』1997年4月 ISBN 4-88656-136-5
- 加藤健『朝鮮総連に破産申立てを！：血税1兆円以上が奪われた』2018年12月 ISBN 978-4-88656-468-9
- 勝野淳一『国会議員と地方議員との関係に関する考察：地方議員は集票マシーンか』2022年4月 ISBN 978-4-88656-540-2
- 中澤伸弘『宮中祭祀：連綿と続く天皇の祈り』2010年7月 ISBN 978-4-88656-346-0『令和の皇位継承：諸問題と課題』2020年9月 ISBN 978-4-88656-511-2
- 大森貴弘『特攻回天「遺書」の謎を追う』2021年8月 ISBN 978-4-88656-526-6
- 瀬野宏『"トリックマスコミ"朝日新聞の全貌：平和・人権を掲げて侵略・大虐殺・弾圧・冤罪に加担』2011年6月 ISBN 978-4-88656-358-3
- 片岡正巳『朝日新聞の「戦後」責任：国を危める報道と論説を糺す』1998年2月 ISBN 4-88656-145-4

など数百冊を発行している。

### 雑誌
- 拓殖大学日本文化研究所『日本文化』→『新日本学』
- 日本の名誉を守る会『國の防人』（2017年創刊、季刊）